# サントス・ドゥモン勲章
サントス・ドゥモン勲章は、ブラジル人発明家で、ブラジルにおいて「飛行機の父」として知られるサントス・ドゥモンにちなんで制定された勲章である。2006年現在、以下の2つが存在する。

## サントス・ドゥモン勲章
サントス・ドゥモン勲章（葡語：Medalha-Prêmio Santos-Dumont）は、ブラジル空軍によって授与される勲章である。大統領令30698号によって1952年4月1日に制定された。勲章本体のみが授与される。
ブラジル空軍士官学校の首席卒業者で、かつ士官学校に在籍した全ての年において全科目で10点満点中8点以上の評価を得た者に与えられる。
同様の賞として、ブラジル空軍の初代長官であるジョアキン・ペドロ・サウガード・フィーリョ博士にちなむサウガード・フィーリョ勲章（Medalha-Prêmio Salgado Filho）が同時に制定されており、これは空軍主計学校もしくは幼年学校で同様の成績を収めた者に対して与えられる。

## サントス・ドゥモン功労勲章
サントス・ドゥモン功労勲章（葡語：{Medalha} Mérito Santos-Dumont）は、ブラジル空軍によって授与される勲章である。大統領令39905号によって1956年9月5日に制定された。勲章本体のほか、そのミニチュア版、略綬2点（軍服用略綬、平服用丸型略綬）の計4点が授与される。
ブラジル軍に属する軍人の他、外国人を含め民間人も受章できる勲章のひとつであり、ブラジル空軍が民間人に授与する勲章の中では最高位である。
ブラジル空軍に対して特に功労があった者に対して与えられるが、受勲には条件があり、軍人の場合、2年前以前に軍人としてその他の勲章あるいはバーソロミュー・ジ・グスマン勲章を受章していることが、民間人の場合、10年以上空軍に奉職していること、もしくは2年前以前にバーソロミュー・ジ・グスマン勲章を受章していることが要件として求められる。
授与に当たっては毎年ブラジル空軍総司令官を長とする選考会議が持たれ、基本的にサントス・ドゥモンの誕生日である7月20日に空軍主催の授与式が行われる。例外として、7月20日が土曜もしくは日曜である場合、この授与式は前日の金曜日に催される。

## 受章者
- 小野田寛郎 - 2004年12月6日にサントス・ドゥモン功労勲章を受章。元日本陸軍少尉。ルバング島で30年を送り、その後、牧場経営のためブラジルに渡った人物。ルバング島での軍歴や、ブラジル・マットグロッソ・ド・スル州で経営する牧場の敷地をブラジル空軍に無償貸与したことに対するもの。本来の受章日の受章ではなく、受章は小野田が協力したカンポ・グランデ空軍基地で行われ、同空軍基地司令官によって授与が行われた[1]。